# Bertha Benz
Bertha Benz, nascida Bertha Ringer (Pforzheim, 3 de maio de 1849 — Ladenburg, 5 de maio de 1944) foi uma das pioneiras do automóvel. Em 5 de agosto de 1888 ela foi a primeira pessoa na história a dirigir um automóvel a uma longa distância. Ao fazer isso, Bertha trouxe a atenção do mundo todo para o Benz Patent-Motorwagen, primeiro automóvel do mundo, iniciando as vendas da companhia. 

## Biografia

### Primeiros anos
Bertha Ringer nasceu em 1849 em uma rica família de Pforzheim, no Grão-Ducado de Baden, filha de Auguste Friederike e Karl Friedrich Ringer. Era a terceira de nove filhos do casal Ringer. Em uma época em que a educação era negada às mulheres, Bertha se interessava por mecânica e pelos intrincados mecanismos que o pai, carpinteiro, fazia. Foi ele quem lhe explicou o funcionamento da locomotiva e que também permitiu que ela fosse a uma escola para meninas aos 9 anos. Sua disciplina preferida era a de ciências naturais. Diz-se que ela ficou muito decepcionada com o pai ao ler uma frase que ele escreveu na Bíblia familiar que, infelizmente, tinha nascido outra menina. Isso teria alimentando seu desejo de mostrar que as mulheres podiam fazer grandes feitos.
Bertha era uma moça bonita, inteligente e de família rica, portanto não lhe faltaram pretendentes. Em 27 de junho de 1869, porém, ela conheceu um engenheiro falido, que se juntou a ela e sua mãe em uma excursão, mencionando uma carruagem sem cavalos que ele vinha desenvolvendo, o que atraiu sua atenção imediatamente. O engenheiro era Karl Benz.
Dois anos antes de conhecer Karl, ela usou parte de seu dote para investir em uma empresa de fundição. Mas ao se casar, pela lei alemã da época, a mulher perdia qualquer poder legal como investidora, assim qualquer decisão de negócios tinha que se conduzida por Karl. Os dois se casaram em 20 de julho de 1872 e Karl usou o dote de Bertha para investir em seus negócios, como a Benz & Cie.
Seu projeto da carruagem sem cavalo foi terminado em dezembro de 1885. Mesmo tendo investido no processo de desenvolvimento e até podendo ter direito à patente, como mulher casada ela não era permitida a entrar com o pedido da patente. A vida do casal, porém, não foi fácil. Muita gente achava a invenção de Karl uma loucura, um artefato inútil e perigoso. Eles passaram fome, humilhações públicas, mas persistiram na invenção e no registro.
O casal Benz teve cinco filhos: Eugen (1873–1958), Richard (1874–1955), Clara (1877–1968), Thilde (1882–1974) e Ellen (1890–1973).

### A patente
Em 1886, Karl apresentou o automóvel Patent-Motorwagen ao mundo. Em uma década, cerca de 25 deles seriam construídos. Usando o corte básico de uma bicicleta, o Modelo I foi a patente original do carro motorizado e o primeiro automóvel do mundo. O Modelo II foi convertido para um automóvel de quatro rodas para testes, sendo o único deste modelo. A primeira produção a vender relativamente bem foi do Modelo III, com vários opcionais de fábrica.

### A primeira viagem de automóvel

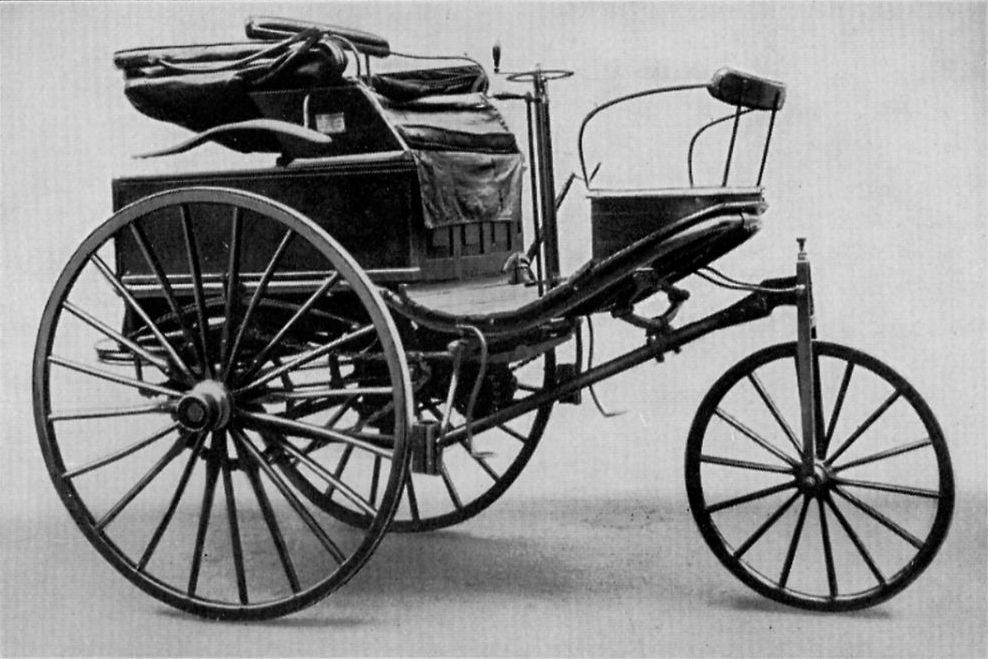
O Modelo III, Benz Patent-Motorwagen Number 3 de 1886, usado por Bertha Benz na primeira viagem de longa distância usando um automóvel, que durou 106 km

Em 5 de agosto de 1888, aos 39 anos, Bertha dirigiu de Mannheim até Pforzheim, junto de seus filhos Richard e Eugen, de 13 e 15 anos de idade, em um Modelo III, sem contar ao marido e sem nenhuma permissão das autoridades, tornando-se a primeira pessoa a dirigir um automóvel a uma longa distância, ainda que ilegalmente. Antes desta viagem histórica, os carros motorizados eram conduzidos a curtas distâncias, retornando ao ponto de partida e muitas vezes com a ajuda de um mecânico.
Seguindo as marcas das carroças, esta pioneira viagem cobriu 106 km entre uma cidade e outra. Apesar de o motivo da viagem fosse para visitar sua mãe, Bertha tinha outros motivos: provar ao seu marido, que não conseguiu fazer propaganda de sua invenção, de que o invento no qual eles tanto investiram poderia se tornar um sucesso comercial uma vez que se mostrasse útil ao grande público. Além disso, ela esperava que Karl ganhasse a confiança necessária para continuar seu trabalho.
Bertha deixou Mannheim cedo pela manhã, resolvendo vários assuntos pelo caminho, demonstrando sua capacidade técnica com o veículo. Sem tanque adicional e com um suprimento de apenas 4,5 litros de combustível, ela precisou usar ligroína para tentar fazer o automóvel rodar. O produto só era vendido em boticários, então ela parou em uma farmácia, em Wiesloch e comprou mais. Era comum para a época que petróleo e seus componentes fossem encontrados com químicos e boticários e assim uma farmácia se tornou o primeiro posto de combustível no mundo.
Ela limpou o cano de combustível com o alfinete do seu chapéu e usou uma de suas cinta-ligas como material isolante. Para melhorar o sistema de freios, ela parou em um sapateiro, que confeccionou correias novas de couro. Um sistema de refrigeração foi usado para esfriar o motor e assim Bertha tinha que se abastecer com água a cada parada. As engrenagens do carro não foram suficientes para superar as subidas e Eugen e Richard muitas vezes tiveram que empurrar o veículo em estradas íngremes.
Bertha chegou a Pforzheim pouco antes do pôr do sol, mandando um telegrama ao marido, avisando sobre a viagem bem-sucedida. Ela voltou dirigindo para Pforzheim dias depois.
A viagem de Bertha ganhou notoriedade, como ela esperava. Esta viagem foi essencial para o desenvolvimento técnico do automóvel. O casal fez diversas melhorias à invenção após a viagem de Bertha e suas experiências na estrada. Ela lhe contou tudo o que aconteceu no caminho, dando sugestões como a de uma engrenagem extra para locais íngremes e correias mais resistentes para tornar a freada mais rápida. Sua viagem mostrou que os test-drives na indústria automobilística eram essenciais para o negócio e para a segurança dos passageiros.

## Últimos anos

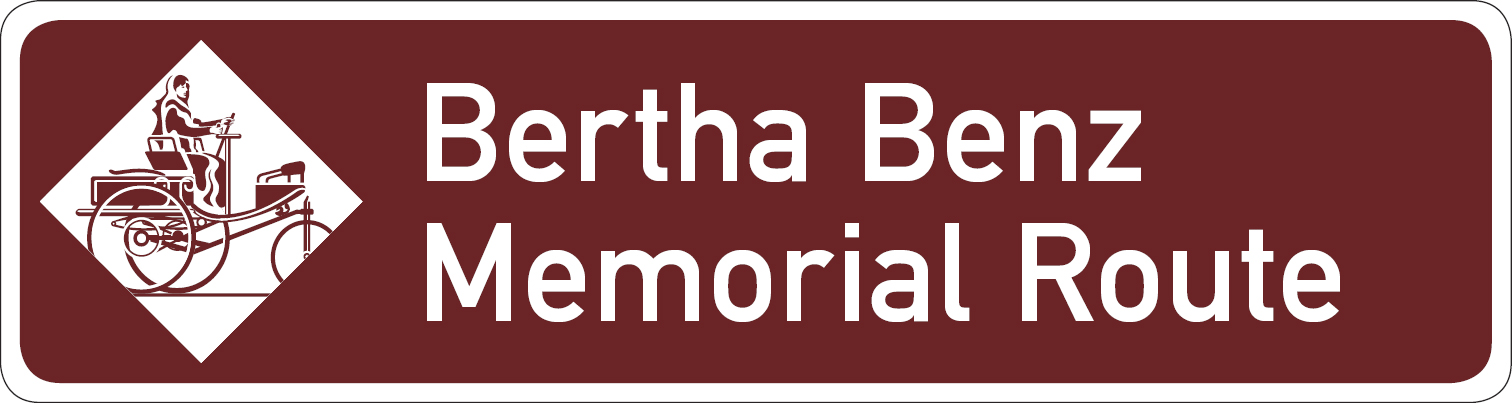
Bertha Benz Memorial Route

Em 1944, em seu aniversário de 95 anos, Bertha foi laureada com o prêmio de Senadora Honorável do Instituto de Tecnologia de Karlsruhe, local onde seu marido tinha se formado e de onde Karl recebeu um título honorário de doutor. Dois dias depois, Bertha morreu em sua casa em Ladenburg, em 5 de maio de 1944. O casal tinha se mudado para Ladenburg em 1906, onde Karl abriu sua empresa. Algum tempo depois, Karl escreveu:
| “ | Só uma pessoa ficou comigo neste pequeno barco da vida que parecia destinado a afundar. Esta pessoa foi minha esposa. Corajosa e resoluta, ela içou as velas da esperança. | ” |